# Tel Chali ha-Ma'aravi
Tel Chali ha-Ma'aravi (hebrejsky: תל חלי המערבי, doslova Západní Tel Chali) je pahorek o nadmořské výšce cca 110 metrů v severním Izraeli, v Dolní Galileji.
Leží cca 14 kilometrů východně od centra města Haifa. Má podobu výrazného návrší, které z východní, jižní a západní strany ohraničuje meandr vádí Nachal Cipori. Jen pár set metrů k východu leží u podobného meandru pahorek Tel Alil s vesnicí Ras Ali. Na jih od Nachal Cipori se prudce zvedá hřbet Reches Kešet, na němž stojí obec Nofit. Na severovýchodní straně se terén zvedá směrem k zalesněnému vrchu Har Charbi. Na západ od pahorku se postupně otevírá rovinaté Zebulunské údolí.
Jde o místo se starobylou sídelní tradicí. Na vrcholové plošině se rozkládalo malé opevněné město. Našly se tu i pozůstatky pravoúhlé věžovité stavby o půdorysu 6 x 10 metrů, patrně brány. Jménem odkazuje na biblické město Chalí, o kterém mluví Kniha Jozue 19,25 a které bývá identifikováno na vedlejší pahorek Tel Alil.